# Hari Kunzru
Hari Kunzru (Londres, 1969) és un escriptor britànic d'origen mitjà caixmirí. La seva novel·la Transmission es va publicar en castellà títulada Leila.exe. És novel·lista, editor i periodista free-lance. Després d'estudiar anglès a la Universitat d'Oxford, es va llicenciar en literatura i filosofia a la Universitat de Warwick. Ha publicat relats curts en diverses revistes, recollits en el volum Noise (2005). La seva primera novel·la, El transformista (2002), va guanyar els premis Betty Trask (2002), Somerset Maugham (2003) i va quedar finalista en el Whitbread First novel Award (2002). A la seva segona novel·la, Leila.exe (2004) explora el món d'Arjun Mehta, un programador que aconsegueix una feina a Silicon Valley que no resulta com s'havia imaginat. Amb aquest llibre va guanyar el premi Decibel dels British Book Awards i el New York Times el va incloure a la seva llista de llibres notables de l'any. També va ser reconegut per la revista Granta com un dels millors escriptors de menys de quaranta anys. Les seves obres plantegen la immigració, la pobresa o l'erosió dels estàndards democràtics com a efectes de la globalització econòmica i cultural. Com a periodista col·labora en publicacions angleses i internacionals, com The Guardian, Daily Telegraph, The Economist i Wired. Actualment, Kunzru és protector de la Comissió de Drets Humans de Guantánamo.
En aquesta novel·la satíricament es mostren les peripècies de les vides paral·leles de dos personatges: Arjun Mehta és un programador indi que aconsegueix un contracte de treball als Estats Units. que resulta ser d'explotació i subcontractació. Guy Swiftis és un creatiu de publicitat anglès addicte a la cocaïna que viu una visa plena de luxes.
Quan el despatxen, Arjun Mehta alliberarà un virus informàtic que es propaga per tot el món fent aparèixer una imatge d'una ballarina estrella de Bollywood. Les conseqüències d'aquest virus acabaran afectant la vida regalada de Guy Swiftis, que serà confós amb un mafiós albanès i patirà l'aplicació de la política d'expulsió d'immigrants il·legals de la Unió Europea.